# 相模川水路橋

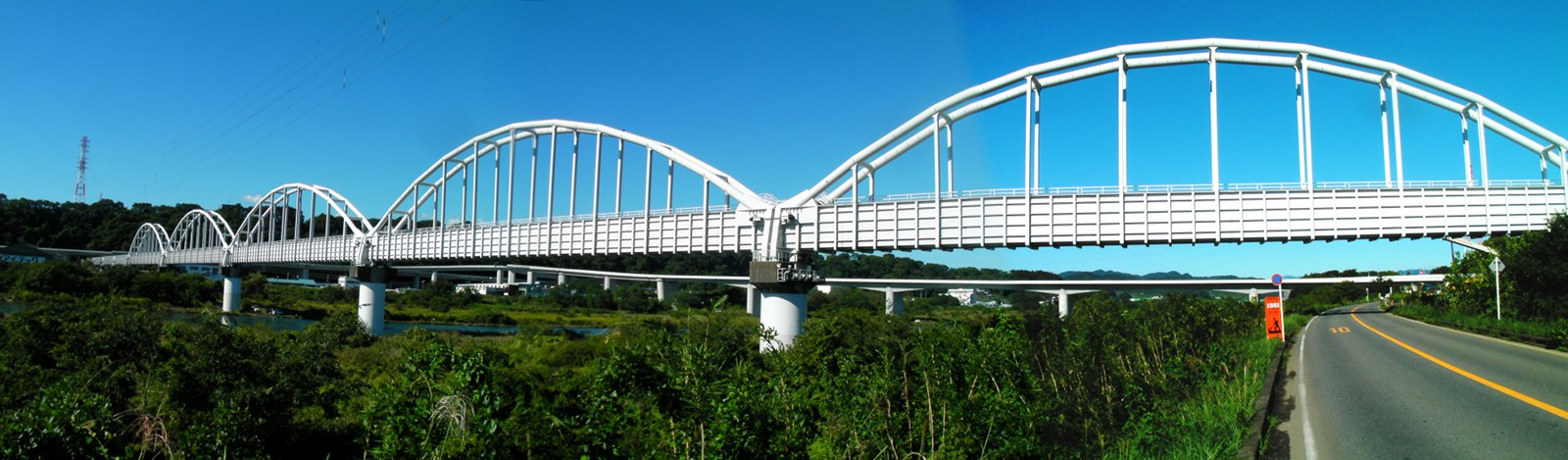
相模原下流側より

相模川水路橋（さがみがわすいろきょう）は、神奈川県厚木市上依知と相模原市南区当麻とを結ぶ、相模川に架かる水道専用橋。かながわの橋100選に選ばれている。

## 機能・所在
相模川水路橋は、神奈川県内広域水道企業団の管理する水道施設である。
酒匂川水系三保ダムから取水し、小田原市、秦野市を経て厚木市側から送られる水を、対岸の当麻にある相模原ポンプ所に導くためのものであり、この橋の中を日量最大180万トンの水が通過する。水はこののち、相模原浄水場や川崎市の西長沢浄水場などに送られる。
橋は首都圏中央連絡自動車道相模原愛川ICのランプウェイ（相模川渡河橋）と国道129号新昭和橋の間を通る。

## 概要
- 1974年（昭和49年）建設（同年供用開始）
- 形式 - 鋼5径間ランガー橋・鋼箱桁橋（幅3.4m x 高さ3.8m）
- 橋長 - 873m[1]（[2]によると630m）

## 近隣の橋
（上流）- 小倉橋 - 高田橋 - （圏央道） - 相模川水路橋
相模川水路橋 - 新昭和橋 - 昭和橋 - （磯部頭首工） -（下流）